# Glyphochloa ratnagirica
Glyphochloa ratnagirica là một loài thực vật có hoa trong họ Hòa thảo. Loài này được (B.G.Kulk. & Hemadri) Clayton mô tả khoa học đầu tiên năm 1981.